# Герард Меркатор
Ге́рард Мерка́тор (лат. Gerhardus Mercator, нім. Gerhard Kremer; 5 березня 1512, Рупельмонд, Східна Фландрія — 2 грудня 1594, Дуйсбург) — фламандський математик, філософ, теолог, географ та картограф; зробив надзвичайно вагомий внесок у розвиток картографії. Його сучасники назвали «Птолемеєм свого часу».
Найбільш відомий у світі як автор картографічної проєкції, що носить його ім'я. Вперше він застосував її при створенні навігаційної карти світу на 18 листах у 1569 році. На його карті на місці Антарктиди показана «Невідома земля» (лат. Terra Incognita), а Північна Америка простягається аж до Північного полюса. Хоча в результаті історико-картографічних досліджень було встановлено, що таку проєкцію використовували ще в 1511 році, широкого застосування вона набула лише завдяки Меркатору.

## Біографія

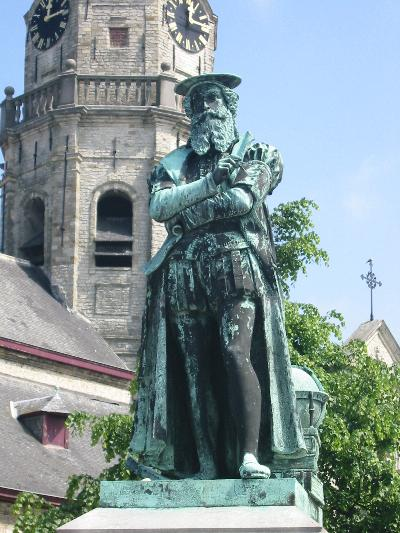
Пам'ятник Меркатору в Рупельмонді

Народився 5 березня 1512 року в Рупельмонді (Східна Фландрія, нині Бельгія). Герард був шостою дитиною у сім'ї. Батько, Губерт де Кремер, був чоботарем. Його родина походила з комуни Гангельт Герцогства Юліх-Берг. Дитинство, з 1512 по 1518 роки, Герард провів у Гагельті, де працював його батько. Тут любов до науки йому прищеплював дядько Гізберт. Ймовірно, що у Гагельті він відвідував латинську школу.
У 1526 році Герард поступив на навчання до Гертогенбошу, де навчався у католицькому університеті під керівництвом визначного педагога свого часу Георгіуса Макропедіуса. З 1534 по 1537 роки навчався астрономії, географії та картографії під керівництвом Гемми Фрісіуса. Тут він опанував техніку гравіювання та освоїв метод виготовлення глобусів Гаспара ван дер Хейдена. Меркатор адаптував новий, італійський стиль курсивного написання — «італіка».
У 1536 році одружився з Барбою Шелекенс, яка роком пізніше народила йому первістка — сина Арнольда.

## Атласи та карти
- «Атлас Європи» — початок 1570-х років (2 рукописні карти Меркатора та 13 карт з «Theatrum Orbis Terrarum» (1570 р.) Абрагама Ортеліуса)[14][15].
- «Атлас світу». «Атлас світу» видав його син Румольд (1545—1599) у Дуйсбурзі (з 107 карт в атласі 102 гравійовані власне Меркатором)[16][15].

## Галерея

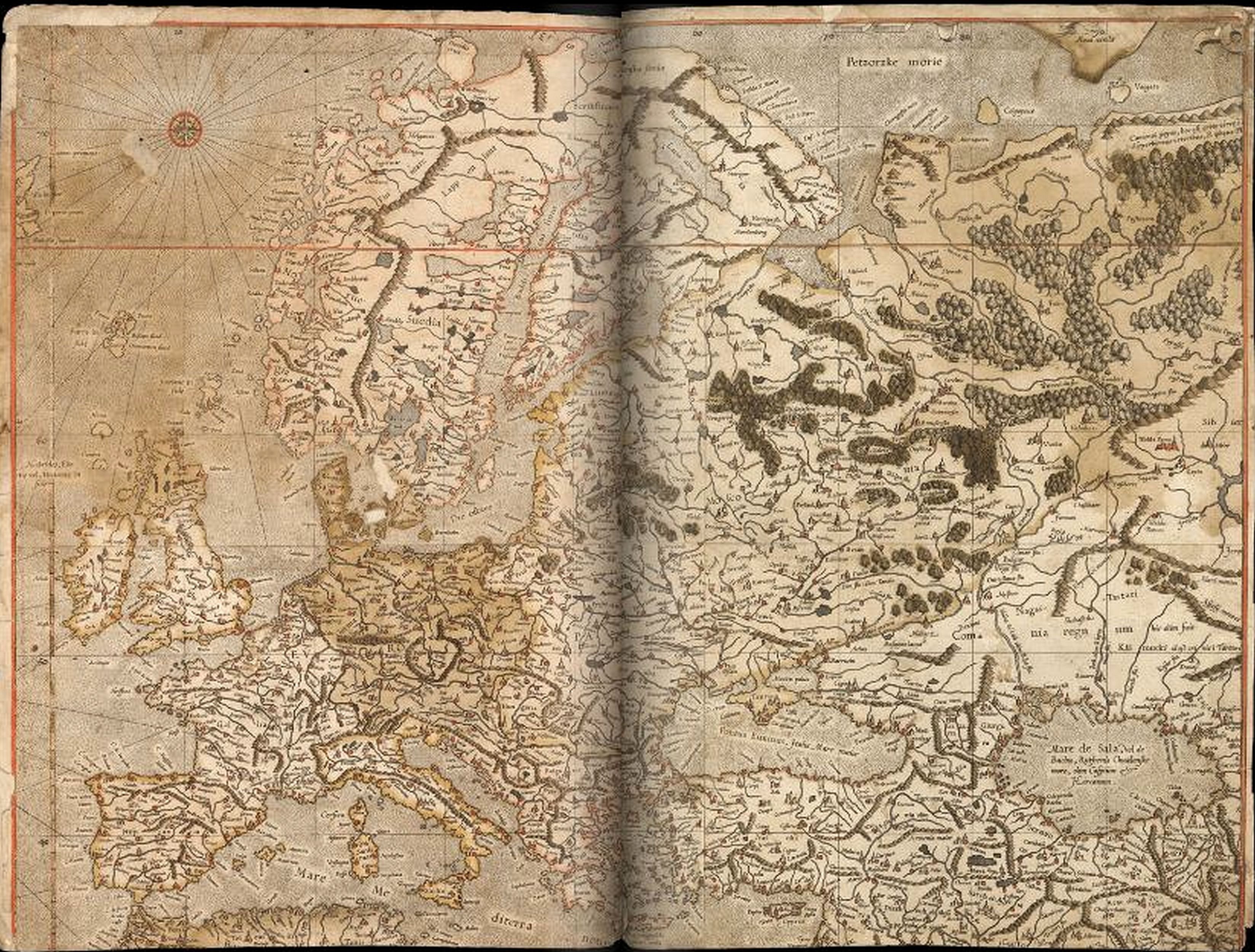
Карта Європи. XVI ст.
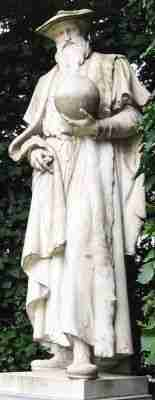
Статуя Меркатора в Брюсселі
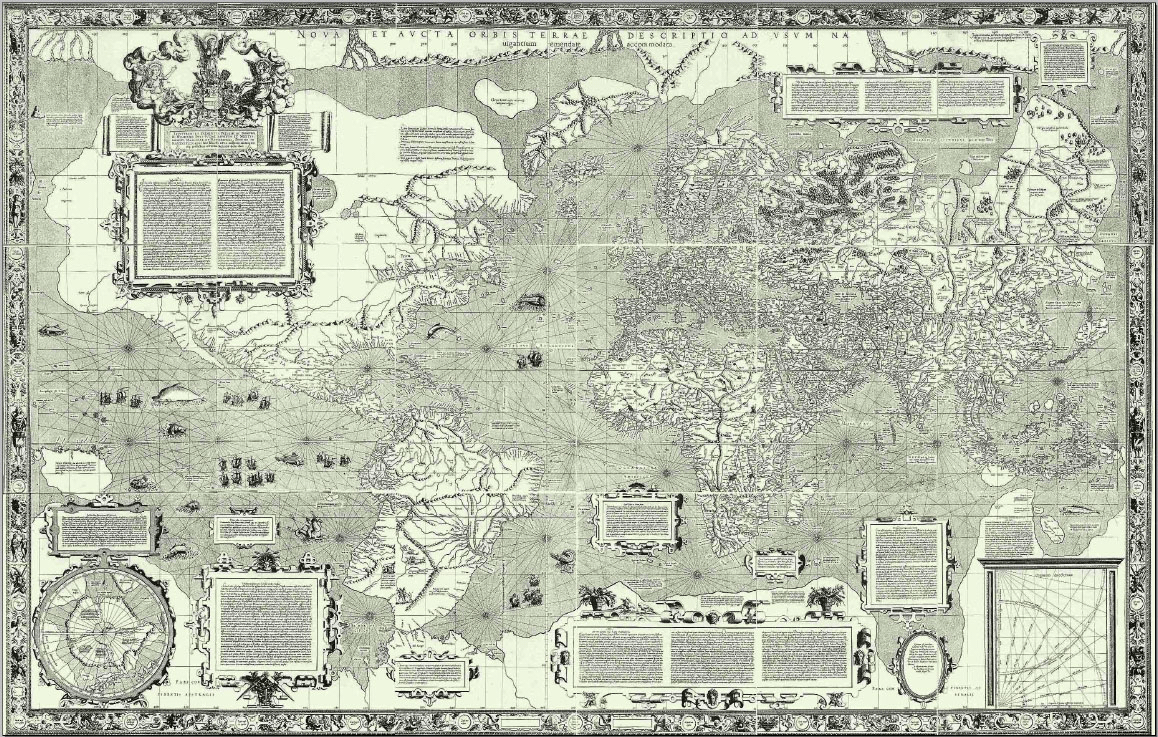
Карта світу. 1569.